# المنديل الأخضر

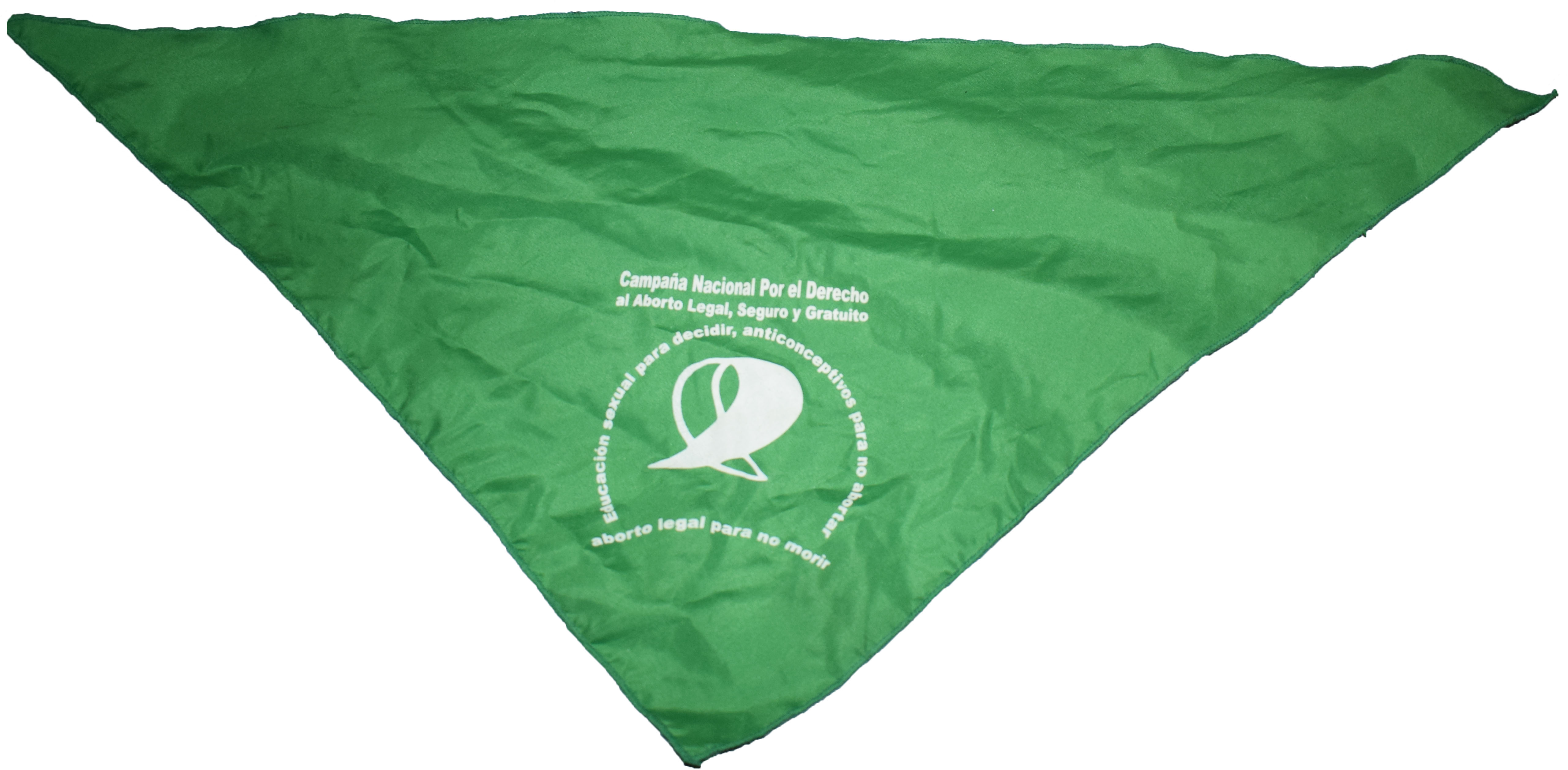
الوشاح الأخضر، رمز الحملة من أجل الإجهاض القانوني في الأرجنتين

المنديل الأخضر هو رمز لحركات حقوق الإجهاض، التي نشأت في الأرجنتين عام 2003 وشاعت منذ عام 2018 في جميع أنحاء أمريكا اللاتينية وبعد ذلك في الولايات المتحدة عام 2022. استوحي هذا الرمز من المناديل البيضاء التي ترتديها أمهات ميدان مايو.

## الأصول
ولد المنديل الأخضر بوصفه رمزًا في عام 2003 خلال الملتقى الوطني الثامن عشر للنساء في روساريو، الأرجنتين. لأول مرة كان حق الإجهاض أحد المطالب الرئيسية واستخدمت المناديل الخضراء خلال المسيرة الختامية.
بعد عامين من ذلك، في عام 2005، نشأت الحملة الوطنية لدعم الإجهاض القانوني الآمن والحر، وتبنت الحملة فكرة المناديل الخضراء كرمز للحركة. استُخدم المنديل الأخضر لسنوات من قبل الناشطين الذين ساروا ضمن المظاهرات بالرغم من عدم اكتراث السكان ووسائل الإعلام.
يعتبر المنديل الأخضر أيضًا إشارة للمناديل البيضاء التي ترتديها أمهات بلازا دو مايو. اختير هذا اللون لأنه يمثل الأمل، ولعدم ارتباطه بأي حركة اجتماعية أو سياسية في الأرجنتين. لكن وبحسب أحد المشاركين في الملتقى الوطني الثامن عشر للنساء، يوجد سبب ذرائعي وراء اختيار اللون الأخضر: هو أنهم أرادوا توزيع مناديل باللون الأرجواني، لون الحركة النسوية، لكن لم توجد كمية كافية من هذا القماش، بينما كان هناك ما يكفي من المناديل الخضراء.
الدرجة المستعملة من اللون الأخضر هي بين 347 و3415 من شركة بانتون. عرف هذ اللون في متاجر الأقمشة في بيونس آيرس حتى عام 2018 باسم «أخضر بينيتون». ليتغير بعد ذلك إلى «أخضر الإجهاض القانوني».
اعتنق المنديل الأخضر المقولة التوضيحية: «التثقيف الجنسي لاتخاذ القرار، وسائل منع الحمل لتجنب الإجهاض، الإجهاض القانوني لتجنب الموت».

## التعميم
أصبح المنديل الأخضر تدريجيًا أكثر شعبية، واستخدم بشكل خاص في مسيرات نيونا مينوس محققًا سمعة سيئة في الجو العام منذ 2017، بعد حركة مي تو، ومسيرة «نداء عالمي لأجل إجهاض قانوني» التي جرت في 28 سبتمبر من ذلك العام، مع تغطية إعلامية ضخمة تحدثت عن «المد الأخضر».
يُلبس المنديل الأخضر حول العنق وعلى الرسغ أو يوضع على حقائب الظهر وحقائب اليد. يرتديه المشاهير كذلك، ومؤخرًا قامت أمهات بلازا دو مايو بدمجه ضمن نشاطاتهم وعادة ما حملنه خلال مسيراتهن الأسبوعية.
وزعت الحملة الوطنية من أجل الحق في الإجهاض القانوني حتى عام 2018، نحو 8000 منديل في العام، لكن في عام 2018، وزع أكثر من 200,000 منديل.
ردًا على هذا الأمر، صممت حركة الأرجنتين المكافحة للإجهاض منديل بلون أزرق فاتح، «دعمًا لحياة الأم والجنين».

## التدويل
عبر هذا الرمز الحدود منذ عام 2018 واستُخدم في دول أخرى من أمريكا اللاتينية التي حاربت من أجل الحق في الإجهاض. في تشيلي، على سبيل المثال، استُخدم المنديل الأخضر اعتبارًا من عام 2018، حاملًا رسالة مفادها «مدخل سالك نحو إجهاض حر وآمن» و«ثلاثة أسباب ليست بكافية، في إشارة إلى حقيقة أن الإجهاض في تشيلي يعتبر قانونيًا فقط في حالة كونه مهددًا لحياة الأم، أو في حال الجنين غير الحي أو في حالة الاغتصاب».
كان المنديل الأخضر أيضًا منذ سبتمبر 2020 رمزًا لحركة كاوسا كوستا في كولومبيا. رفعت هذه الحركة دعوى قضائية أمام المحكمة الدستورية للبلاد لإقصاء الإجهاض من قانون العقوبات. حُددت الدعوى في فبراير من عام 2022 ونجحت في استبعاد جريمة الإجهاض من قانون العقوبات لمدة تصل حتى 24 أسبوعًا من الحمل.
في مايو من عام 2022، استُخدم المنديل الأخضر أيضًا في الولايات المتحدة خلال مسيرات الدفاع عن الحق في الإجهاض، والمهدد بإلغاء محتمل لقرار (رو ضد ويد).
في يونيو من عام 2022، وبعد أن ألغت المحكمة العليا قرار (رو ضد ويد) مع أحكام منظمة صحة المرأة دوبس ضد جاكسون، اندلعت الاحتجاجات في العديد من مدن الولايات المتحدة، واستخدم بعض المحتجين المناديل الخضراء المكتوب عليها «قاتل من أجل الحق في الإجهاض» و«أخضر من أجل الإجهاض».